# Charlotte Escudero
Pour les articles homonymes, voir Escudero.

a Compétitions nationales et continentales officielles uniquement.

b Matchs officiels uniquement.
Dernière mise à jour le 24 avril 2024.
Charlotte Escudero, née le 26 décembre 2000, est une joueuse internationale française de rugby à XV et de rugby à sept occupant le poste de troisième ligne aile. Elle joue au Stade toulousain.

## Carrière
Formée au rugby à XV au Rugby Club valettois revestois où elle débute le rugby à l'âge de neuf ans, Charlotte Escudero évolue depuis ses dix-huit ans au club de Blagnac. Après un forfait sur blessure qui l'empêche d'être sélectionnée pour le tournoi des Six Nations au printemps 2022, elle est titularisée pour son premier match sous le maillot de l'équipe de France en septembre 2022 contre l'Italie à Nice.
En 2022, elle est sélectionnée par Thomas Darracq pour disputer la Coupe du monde en Nouvelle-Zélande,. À l'automne 2023, elle fait partie du groupe d'internationales qui dispute le WXV en Nouvelle-Zélande.